# Zona Centro (Santa Cruz de Tenerife)
Zona Centro es un barrio de la ciudad de Santa Cruz de Tenerife (Canarias, España), que se encuadra administrativamente dentro del distrito de Centro-Ifara, siendo además donde se ubica la sede del mismo.
Como su nombre indica comprende el centro de la ciudad, así como parte de su casco histórico.

## Características
Está limitado al norte por las calles de Santa Rosalía y de Emilio Calzadilla, al este por el mar, al sur por el barranco de Santos y al oeste por las calles de Galcerán y Méndez Núñez.
El barrio concentra muchas de las grandes plazas de la ciudad, tales como la plaza de España, la de La Candelaria, la del Príncipe de Asturias o la de Weyler, así como otras más pequeñas como la de Ireneo González, de San Francisco, del Patriotismo, de la Isla de La Madera o de José Arozena Paredes. También se pueden encontrar aquí diversos espacios de arte y cultura como el Teatro Guimerá, el Centro de Arte La Recova, el Museo Municipal de Bellas Artes, el espacio cultural de CajaCanarias, además de las iglesias de Nuestra Señora de la Concepción, el Pilar y San Francisco, de las más importantes del municipio.
Las calles del barrio aglutinan gran parte del pequeño y mediano comercio de Santa Cruz, con
centros comerciales como el de Parque Bulevar, Hollywood, Olympo o Castillo.
El barrio también cuenta con diversos hoteles de variada categoría, así como con pensiones, varios recintos sanitarios (Centro de Salud Doctor Guigou y Clínica Parque), una oficina de Correos, numerosas entidades bancarias, bares, restaurantes y puntos de información turística.
En el barrio se encuentran una gran parte de las instituciones públicas radicadas en Santa Cruz de Tenerife, entre las que destacan el Parlamento de Canarias, el Cabildo de Tenerife, la Cámara de Comercio de Santa Cruz de Tenerife, el Organismo Autónomo de Museos y Centros, la Sociedad de Desarrollo de Santa Cruz de Tenerife, el Tribunal Superior de Justicia de Canarias, la Tesorería General de la Seguridad Social, la Consejería de Empelo, Industria y Comercio Dirección General de Trabajo, la OMIC o la Dirección Territorial de Comercio y Secretaría de Estado, Turismo y Comercio, entre otras. También se encuentran en Zona Centro los consulados de Colombia, Bolivia y Reino Unido.
En su límite costero se encuentran el Muelle de Ribera y el dique de la Dársena de Los Llanos del puerto de Santa Cruz, así como la Terminal de Cruceros y un puerto deportivo.

## Historia
En Zona Centro se localiza el núcleo fundacional de la ciudad, donde Alonso Fernández de Lugo asentó el Real de la Santa Cruz en 1494 para iniciar la conquista de la isla. Terminada esta, comenzó a desarrollarse el núcleo primitivo a partir del cual siguió el desarrollo de la trama urbana de la ciudad.

## Demografía
| Año        | 2005   | 2006   | 2007   | 2008   | 2009   | 2010   |
| ---------- | ------ | ------ | ------ | ------ | ------ | ------ |
| Habitantes | 10.390 | 10.349 | 10.124 | 10.196 | 10.110 | 10.264 |

## Transporte público
En Zona Centro se encuentran las paradas de la línea 1 del Tranvía de Tenerife denominadas Fundación, Teatro Guimerá y Weyler.
| Línea | Origen      | Destino        |
| ----- | ----------- | -------------- |
|       | La Trinidad | Intercambiador |

El barrio posee paradas de taxi en la avenida de Bravo Murillo, en el Muelle de Enlace, en las calles del Pilar y de Valentín Sanz, y en las plazas de Weyler y de España.
En guagua queda conectado mediante las siguientes líneas de Titsa:
| Línea | Trayecto                                                                                                 | Recorrido                                                                                                   |
| ----- | --- | --- |
| 014   | Santa Cruz - La Laguna (por La Cuesta)                                                                   | Recorrido                                                                                                   |
| 026   | Santa Cruz - La Laguna (por Barrio La Salud y Finca España)                                              | Recorrido                                                                                                   |
| 228   | Santa Cruz - Los Campitos (por La Cuesta)                                                                | Recorrido (enlace roto disponible en Internet Archive; véase el historial, la primera versión y la última). |
| 901   | Intercambiador - B. La Salud - Cuesta Piedra (por vía Bco. de Santos)                                    | Recorrido                                                                                                   |
| 902   | Intercambiador - Plaza Los Patos - Barrio Nuevo                                                          | Recorrido                                                                                                   |
| 903   | Bº La Alegría - Muelle Norte - Ramblas - Chamberí - Cementerio - Moraditas de Taco                       | Recorrido                                                                                                   |
| 904   | Plaza Weyler - Puente Zurita - Bº La Salud - Vuelta Los Pájaros                                          | Recorrido                                                                                                   |
| 905   | Muelle Norte - Barrio de Ofra                                                                            | Recorrido                                                                                                   |
| 906   | Intercambiador - Barrio La Salud (Cuesta Piedra)                                                         | Recorrido                                                                                                   |
| 910   | Intercambiador - San Andrés - Playa de Las Teresitas                                                     | Recorrido                                                                                                   |
| 912   | Intercambiador - Ifara - Los Campitos                                                                    | Recorrido                                                                                                   |
| 914   | Intercambiador - Plaza Weyler - C/ El Pilar - Plaza de España - Intercambiador                           | Recorrido                                                                                                   |
| 916   | Intercambiador - María Jiménez - Los Valles                                                              | Recorrido                                                                                                   |
| 917   | Intercambiador - Valleseco (La Quebrada)                                                                 | Recorrido                                                                                                   |
| 920   | Intercambiador - Plaza de España - La Marina - Ramblas - Reyes Católicos - Tres de Mayo - Intercambiador | Recorrido                                                                                                   |
| 921   | Intercambiador - Avenida Reyes Católicos - Intercambiador                                                | Recorrido                                                                                                   |
| 934   | Intercambiador - Taco - Santa María del Mar - Añaza - Intercambiador                                     | Recorrido                                                                                                   |
| 945   | Santa Cruz - San Andrés - Igueste de San Andrés                                                          | Recorrido                                                                                                   |
| 946   | Santa Cruz - San Andrés - Taganana - Almáciga                                                            | Recorrido                                                                                                   |
| 947   | Intercambiador - San Andrés - El Bailadero - Chamorga                                                    | Recorrido                                                                                                   |

## Lugares de interés
- Cabildo de Tenerife
- Parlamento de Canarias (BIC)
- Plaza de España
- Alameda del Duque de Santa Elena
- Plaza de la Candelaria
- Plaza del Príncipe de Asturias
- Plaza Weyler (BIC)
- Iglesia Matriz de la Concepción (BIC)
- Iglesia de San Francisco (BIC)
- Convento de San Pedro de Alcántara
- Iglesia del Pilar
- Palacio de Carta (BIC)
- Edificio de la Escuela de Artes Aplicadas y Oficios Artísticos (BIC)
- Edificio del Círculo de la Amistad XII de Enero (BIC)
- Casino de Tenerife (BIC)
- Audiencia de Cuentas de Canarias
- Teatro Guimerá (BIC)
- Centro de Arte La Recova (BIC)
- Museo Municipal de Bellas Artes (BIC)
- Calle del Castillo
- Calle de Antonio Domínguez Afonso (La Noria)
- Centro Comercial Bulevar
- Hotel NH Tenerife****
- Hotel Príncipe Paz***
- Hotel Plaza***

## Galería

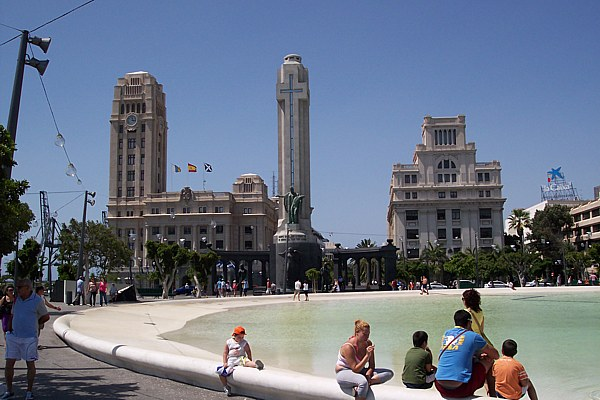
Plaza de España. Al fondo el Cabildo de Tenerife y el edificio de correos
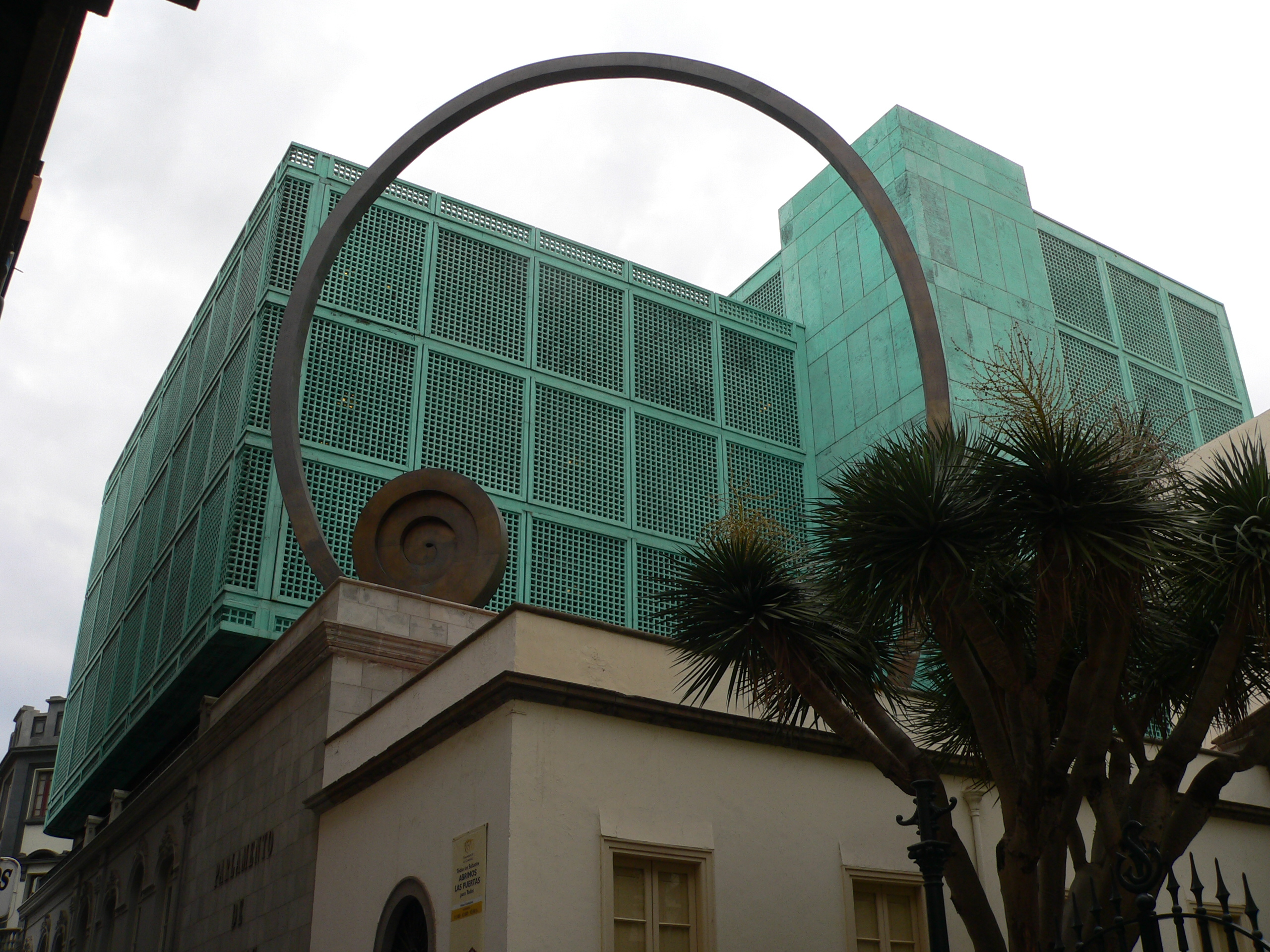
Parlamento de Canarias
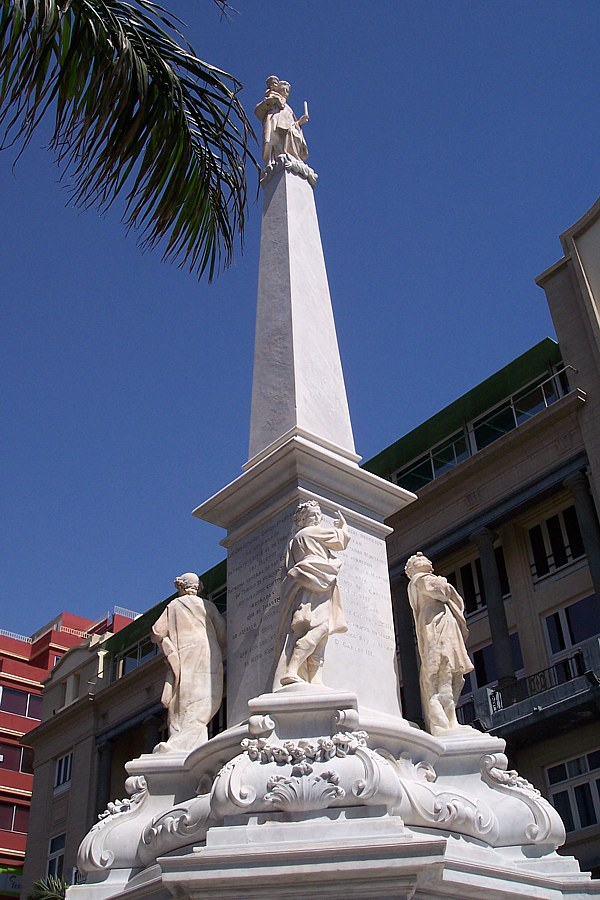
Triunfo de la Candelaria, monumento situado en la Plaza de la Candelaria
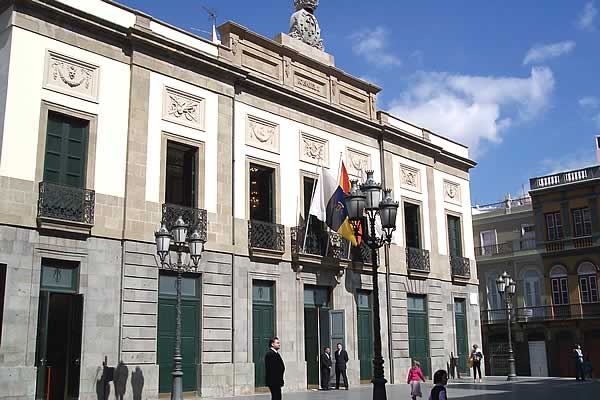
Teatro Guimerá.
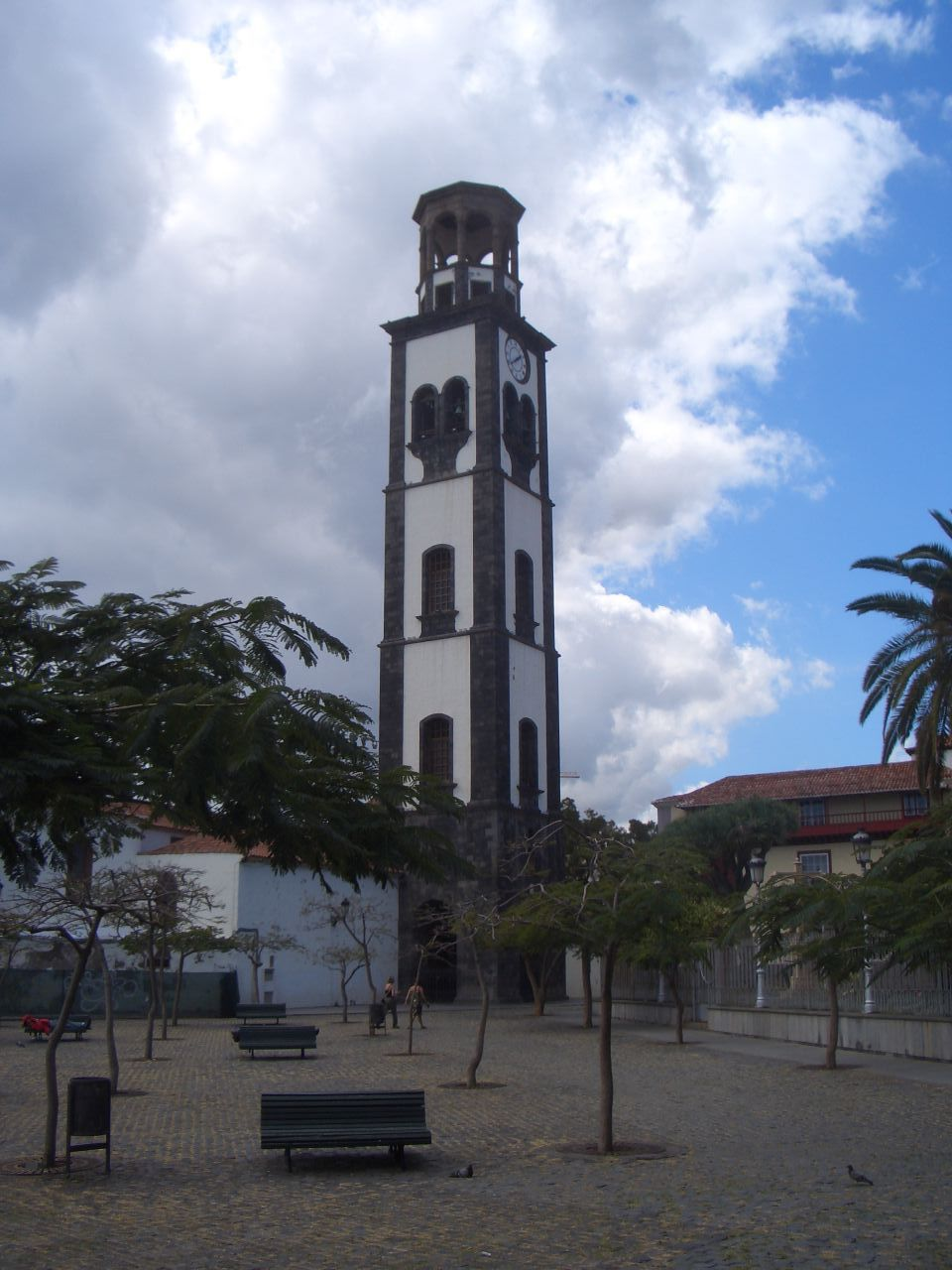
Iglesia Matriz de la Concepción
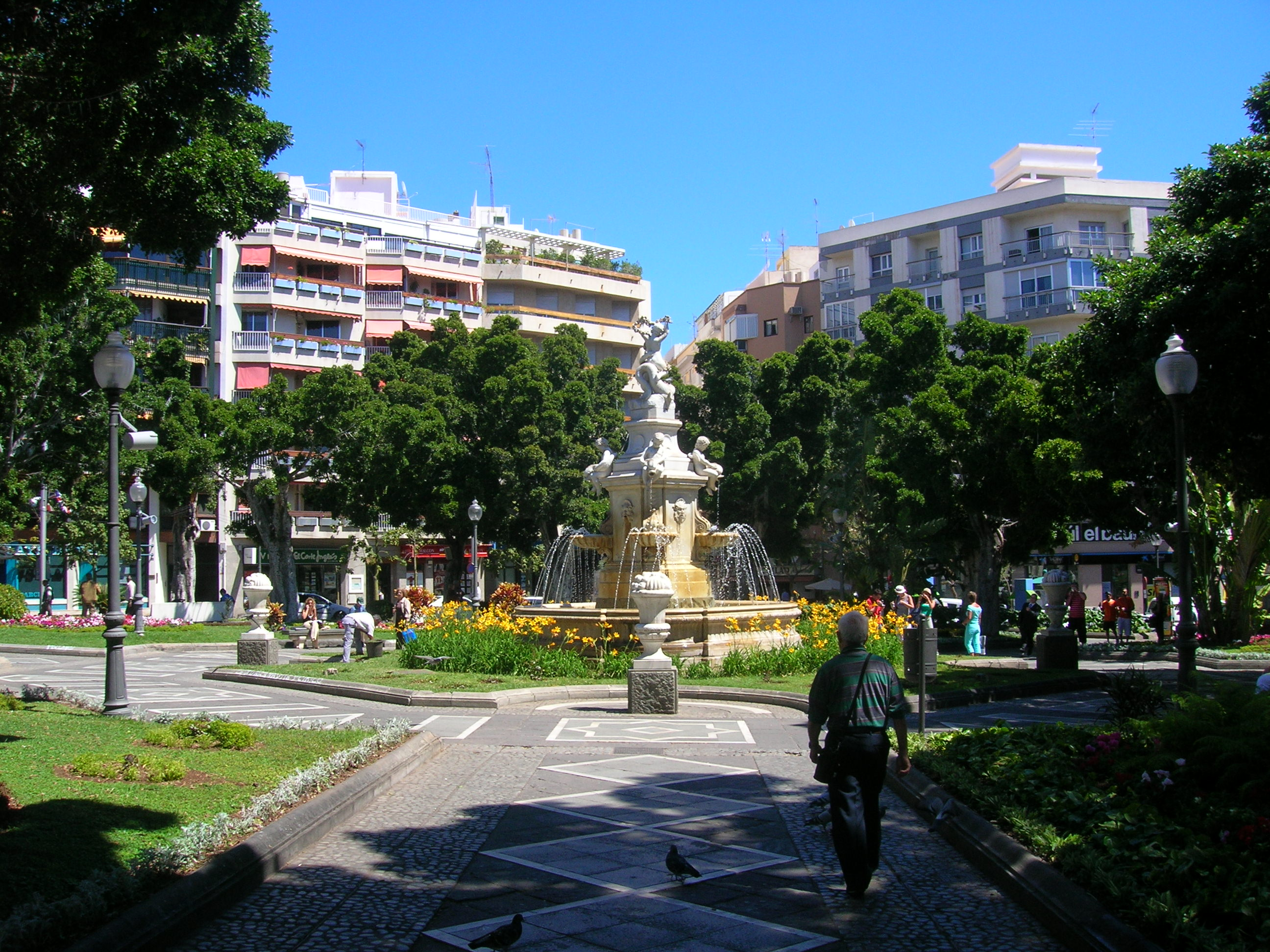
Plaza Weyler